# كاغان (أوزبكستان)
كاغان هي مدينة بمستوى مقاطعة في ولاية بخارى في أوزبكستان، كما إنها مركز مقاطعة كاغان رغم إنها ليست جزءا منها.